# 馬克雷什
馬克雷什，是保加利亞西北部維丁州馬克雷什市鎮的村庄及行政中心，面積38.77平方公里，海拔高度183米，2015年人口404，人口密度每平方公里10.42人。